# Timor GAP (empresa)
A Timor GAP - Timor Gás & Petróleo é uma empresa estatal de propriedade do governo do Timor-Leste que atua no setor de petróleo e gás.
A empresa é tutelada pelo Ministério do Petróleo e Recursos Minerais, órgão da administração direta do Estado que é responsável pela tutela do setor do petróleo do país. 

## Histórico
A empresa foi criada por meio Decreto-Lei n.º 31/2011, de 27 de julho de 2011, para atuar em nome do Estado em negócios no setor do petróleo e gás.
Em 6 de março de 2018, ocorreu a assinatura de um tratado entre a República Democrática de Timor-Leste e a Austrália, estabelecendo as respetivas fronteiras marítimas no Mar de Timor. O tratado teve como entre seus objetivos o desenvolvimento da indústria petrolífera no país e determinou a extinção da Área Conjunta de Desenvolvimento Petrolífero (ACDP ou JPDAna sua sigla inglesa), bem como de todas as estruturas de supervisão e coordenação a ela atinentes. Por meio do tratado, ocorreu a revisão da Lei das Atividades Petrolíferas e a legislação relacionada que orienta as operações upstream e downstream desenvolvidas pela companhia estatal.

## Negócios
A Timor GAP atua na pesquisa e produção no setor upstream, incluindo a prestação de serviços, tanto onshore e offshore, dentro e fora do território nacional. A companhia também atua no desenvolvimento de atividades empresariais no setor downstream, que inclui o armazenamento, refino, processamento, distribuição e venda de petróleo e seus derivados, incluindo a indústria petroquímica.
Para persecução de suas atividades, a Timor GAP estabelece Contratos de Partilha de Produção (CPP) com outras companhias, regulados pela Autoridade Nacional do Petróleo e Minerais (ANPM). Enquanto o país ainda desenvolve sua indústria local de petróleo e gás, são utilizadas a experiência e capacidade das companhias petrolíferas internacionais que exploram e produzem petróleo e gás na Área Exclusiva de Timor-Leste e na Área Comum de Desenvolvimento Petrolífero. Em troca, o Estado recebe parte das receitas do petróleo e do gás geradas por estas atividades, além do pagamento de impostos. No campo de Bayu-Undan a australiana Santos tem uma participação de 43,4% e o restante é detido por SK E&S (25%), INPEX (11,4%), Eni (11%) e Tokyo Timor Sea Resources (9,2%). 
A estatal também atua no setor de distribuição de combustíveis no Timor-Leste, principal fonte de receitas da companhia.
A Timor GAP é responsável pelo fornecimento de combustível à Central Elétrica de Betano da EDTL - Eletricidade de Timor-Leste, empresa estatal de energia elétrica do país. Em 2022, a empresa forneceu um total de 27.230.553 litros de fuelóleo leve (“light fuel oil” - LFO) para a companhia de energia elétrica.
Em 2021, a Timor GAP instalou uma base para fornecimento de combustível de aviação em Suai.
Com a exploração petrolífera, a Timor GAP contribui para o Fundo de Petróleo de Timor-Leste, fundo soberano do país criado em 2005.
A Timor GAP conduz o projeto Tasi Mane, que incluirá a Base de Abastecimento e Propriedades Industriais em Suai, Refinaria e Petroquímica na Betano, uma Fábrica de Gás Natural Liquefeito (GNL) em Beaço e uma autoestrada ligando os três polos. A empresa também é responsável pelos estudos técnicos e comerciais do gasoduto da Greater Sunrise.